# Новые Дома (Харьков)
Новые Дома (укр. Нові Доми, Нові Будинки) — исторический район и большой жилой массив в Харькове, примерно ограниченный проспектом Героев Харькова с севера, улицей Ньютона с юга, проспектом Льва Ландау с запада и бульваром Богдана Хмельницкого с востока. Район «Новые Дома» входит в состав Слободского и Немышлянского административных районов Харькова.

## История района
Жилой массив Селекционной станции начал застраиваться примерно в одно время с Павловым Полем, в 1957 году. Он расположен в восточной части города на сельскохозяйственных землях площадью около 700 гектаров, которые в своё время считались далёкой окраиной города и использовались Харьковской селекционной станцией для научной работы, которой руководил украинский селекционер, академик В. Я. Юрьев. Застройка проектировалась и сложилась в двух зонах: первоочерёдная зона «А» и, освоенная позже, зона «Б», к югу от улицы Каденюка.
Проект детальной застройки зоны «А» (авторы — архитекторы А. Д. Маторин, Н. А. Киреева и А. Н. Нестеренко) представляет собой две полосы регулярных крупных микрорайонов, разделённых бульваром Юрьева, который начинается от Дворца спорта.
Проект застройки зоны «Б», состоявший из 6 микрорайонов, разрабатывался в свободной планировке: на улицы выходили не сплошные линии домов, а сложного очертания зелёные массивы (авторы — архитекторы Г. Б. Кесслер, Ю. А. Плаксиев, П. И. Арешкин). Своим южным фасадом зона «Б» выходит на Проспект Байрона .
Жилой массив «Новые Дома», как его теперь называют, обжит, удобен и обеспечен метрополитеном (станции «Дворец Спорта» и «Армейская»).

Исторические фотографии Новых Домов
Гостиница «Турист» (1974)
Улица Байрона (1974, ныне проспект Байрона)
Бывшее кафе «Петушок» (1980, ныне гостиница и клуб «Меркурий»)

## Застройка Новых домов

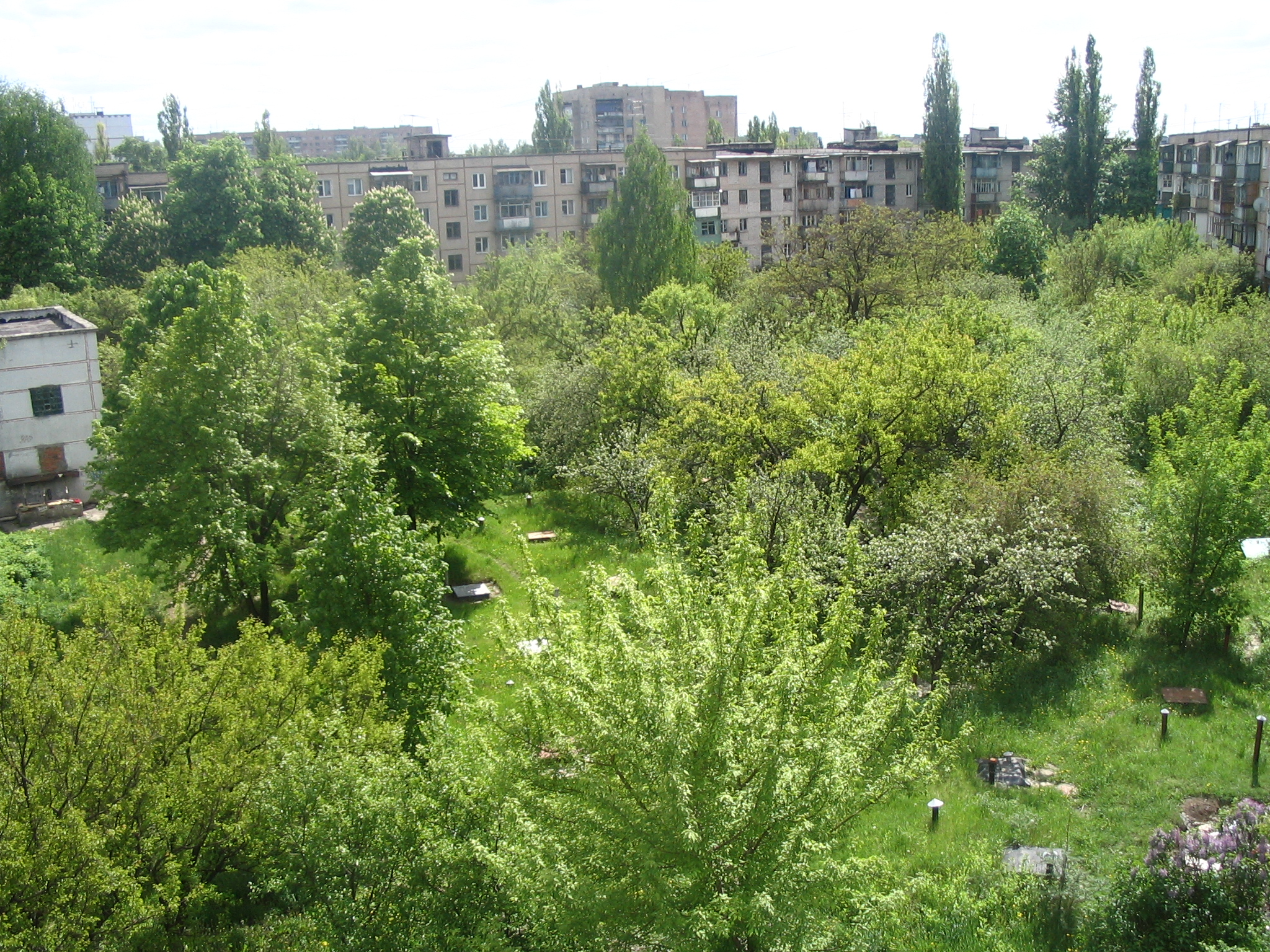
Пятиэтажная застройка

Отличительной особенностью застройки района является стыковка пятиэтажных жилых домов и создание блоков большой протяжённости (9-16 секций). Более 80 % Новых Домов застроено зданиями повышенной этажности, что позволило рациональнее использовать территорию, разместить внутри микрорайонов детские, спортивные и хозяйственные площадки.
Жилая застройка Новых домов представляет собой преимущественно такие типы домов:

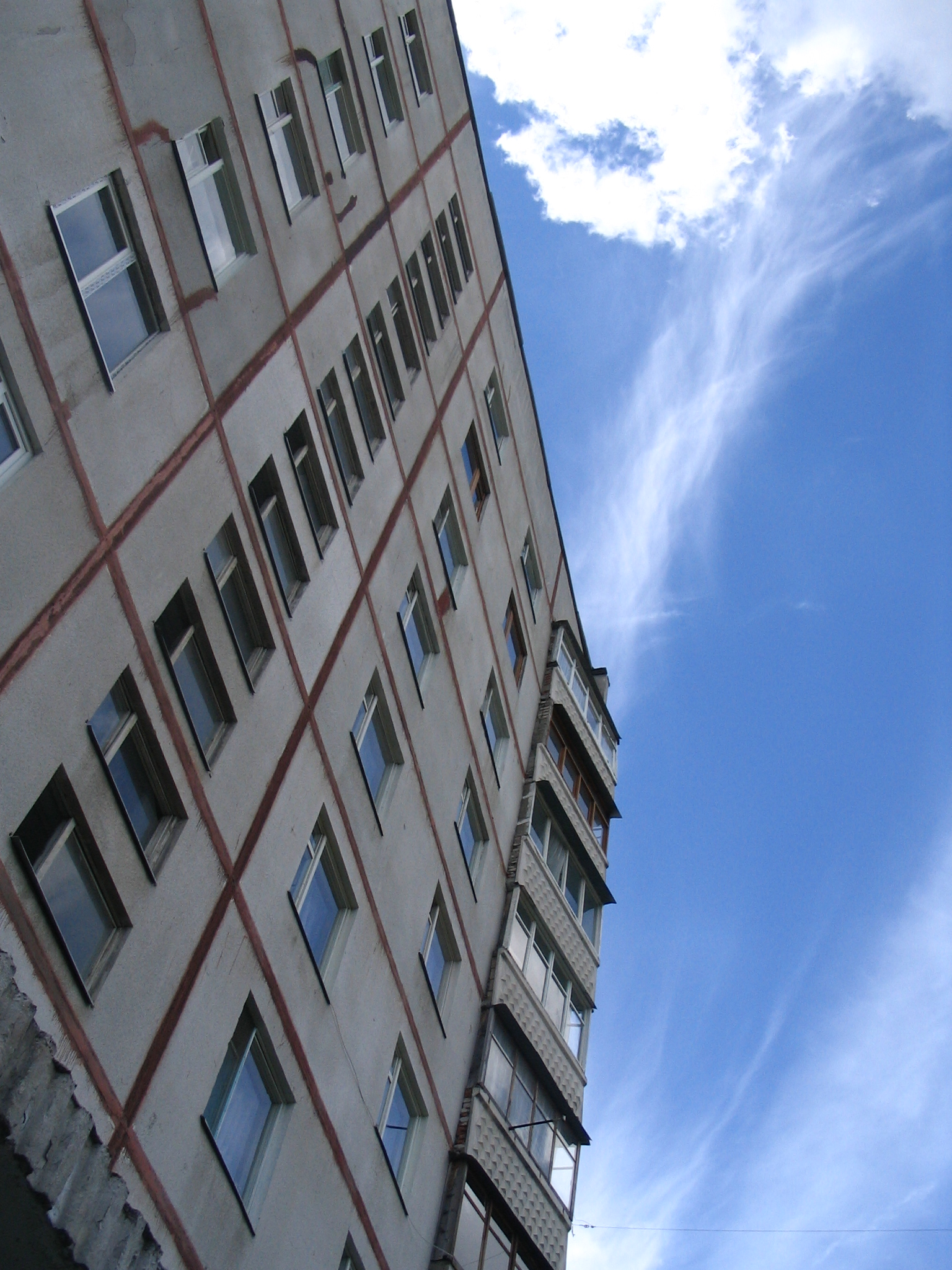
Одна из девятиэтажек на Жасминовом бульваре

- Пятиэтажные дома («хрущёвки»). Сооружены на протяжении 1960—1970-х годов. Большинство из таких домов находятся на проспекте Петра Григоренко, улице Каденюка, Жасминовом бульваре и прочих улицах.
- Девятиэтажные крупнопанельные дома. Построены преимущественно на протяжении 1980-х годов. Дома такого типа есть на ул. Олимпийской, Жасминовый б-р, ул. Каденюка и других.
- Шестнадцатиэтажные крупнопанельные дома. Строились в одно время с девятиэтажками. Большинство шестнадцатиэтажек расположены на Садовом проезде (в данном случае имеет место целый каскад стоящих рядом друг с другом домов), Жасминовый б-р, ул. Олимпийской.

Отдельно следует отметить дом № 21 по проспекту Петра Григоренко, который представляет собой реконструированную «хрущёвку». В доме заменены все коммуникации. Выполнена облицовка фасада дома, что придало зданию современный вид. Но самое главное нововведение в этом доме — надстроенный в результате реконструкции шестой этаж.
Важную роль в застройке Новых домов сыграл бывший ЗЖБК № 5, ныне ООО ЗЖБК «Эталон», находящийся по адресу проспект Льва Ландау, 171 (раньше он назывался проспект 50 лет СССР). Завод работал в три смены и обеспечивал бетоном и железобетоном близлежащее строительство 9-ти и 16-ти этажных зданий. Также активную роль в строительстве района принимала компания «Бетон Плюс Харьков», которая начала свою деятельность в 1999 году.

## Достопримечательности

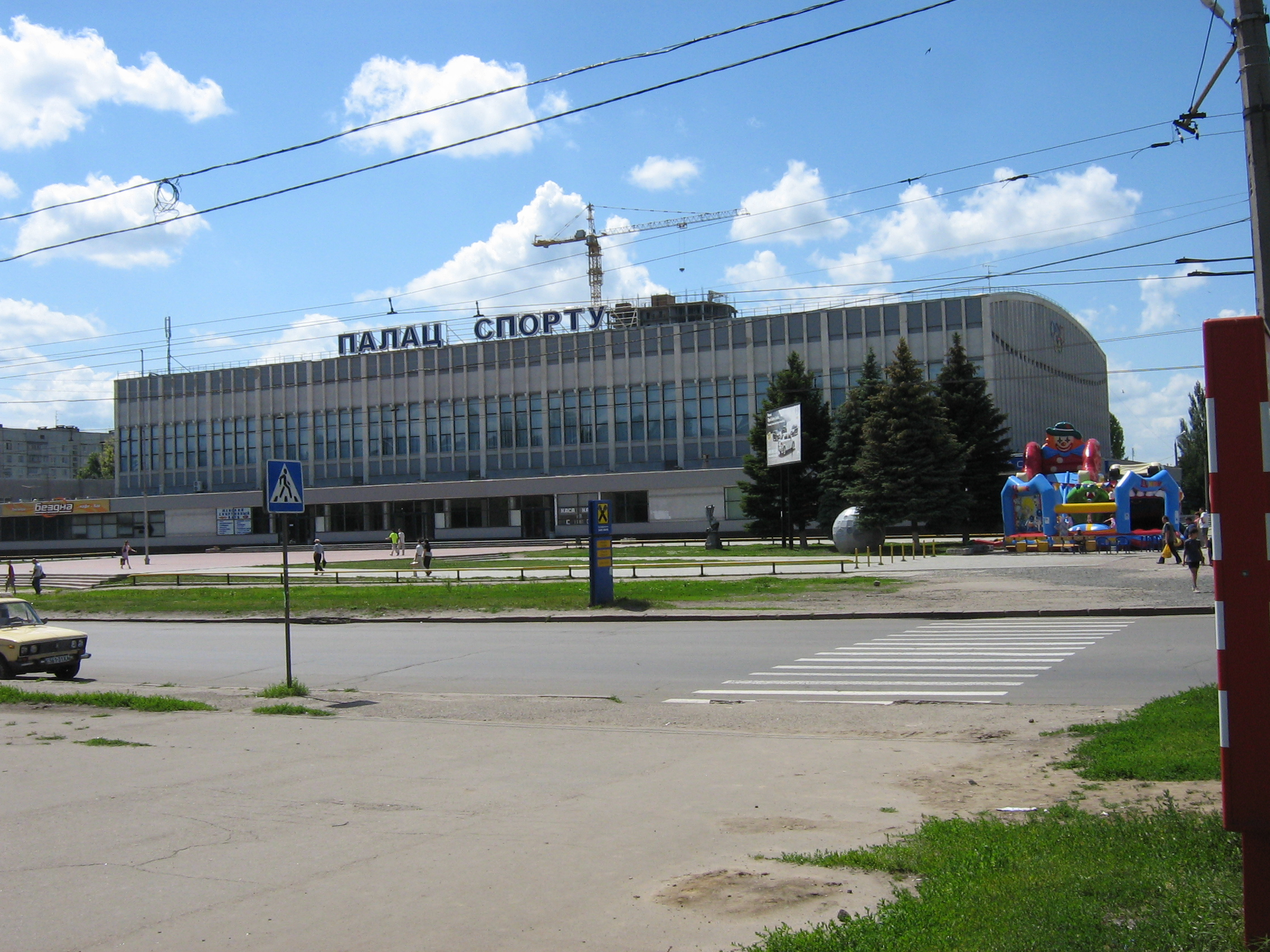
Дворец спорта

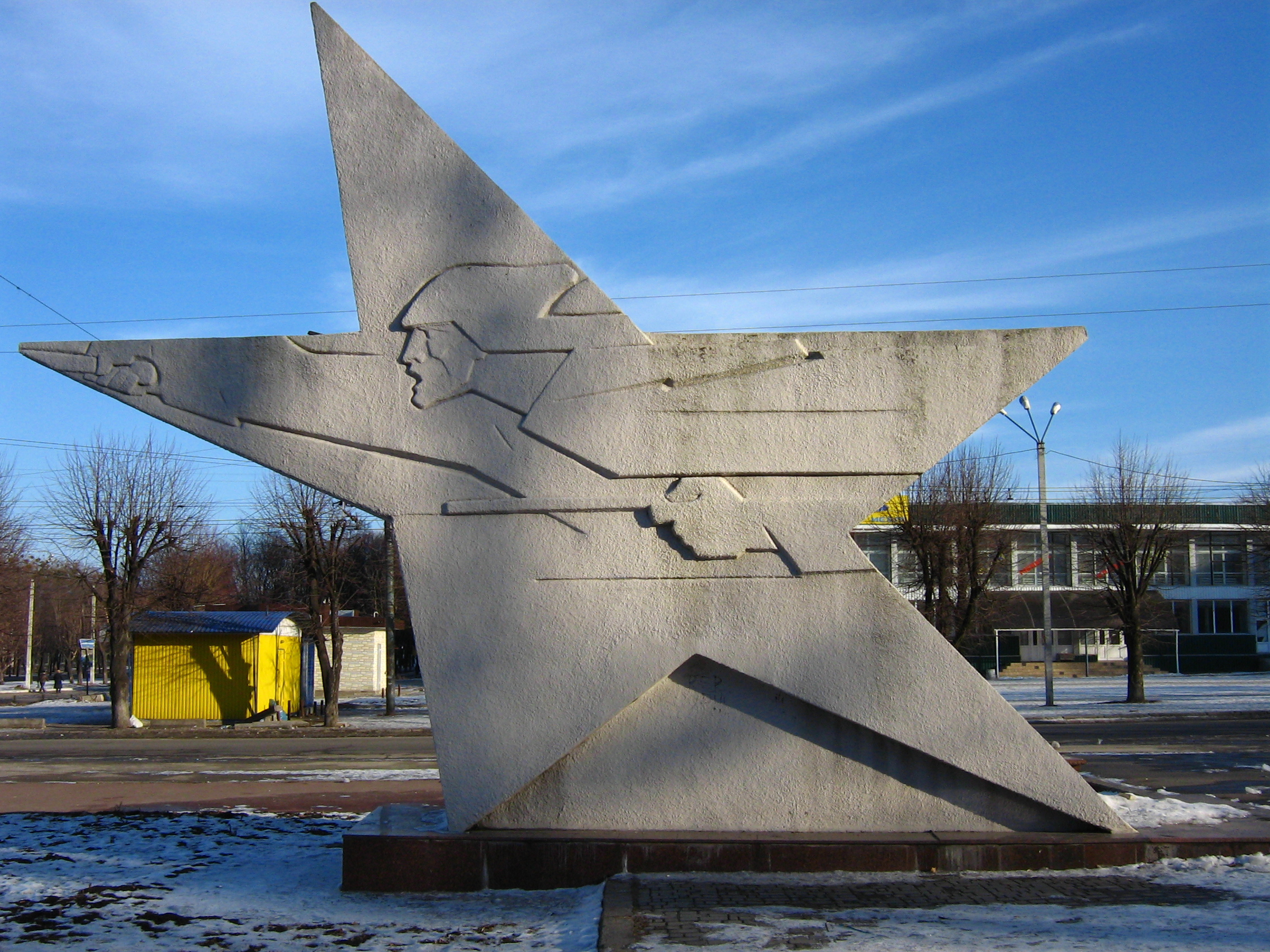
«Звезда»

- Дворец спорта (пр. Петра Григоренко, 2), 1 сентября 2024 года в ходе вторжения России в Украину Дворец Спорта был разрушен во время ракетного удара.
- Памятник Маршалу Советского Союза Георгию Константиновичу Жукову (расположен в районе перекрёстка проспекта Петра Григоренко и улицы Олимпийской, возле здания Немышлянского районного совета) По состоянию на 2024 год памятник демонтирован
- Памятная стела в виде пятиконечной звезды, установленная в честь воинов Советской Армии, освободивших Харьков от фашистских захватчиков (скульптор С. Я. Якубович, расположена в районе перекрёстка проспекта Героев Харькова и улицы Харьковских дивизий) (в народе именуется «Белая звезда» или просто «Звезда»)
- Памятник Василию Яковлевичу Юрьеву — украинскому советскому селекционеру, академику, дважды Герою Социалистического Труда. Установлен перед зданием кинотеатра «Киев». Бронзовый бюст выдающегося учёного-селекционера установлен на пьедестале из серого гранита. Автор памятника — заслуженный деятель искусств УССР скульптор В. И. Агибалов, архитектор Д. А. Морозов[2].
- Памятник Владимиру Высоцкому — советскому актёру и певцу. Установлен возле Дворца спорта рядом с фонтаном.

## Транспортное сообщение

### Общая информация
Жители района активно пользуются тремя видами транспорта — автобусом, троллейбусом, и метро. Ранее существовала также трамвайная линия по проспекту Героев Харькова, которая была демонтирована в 2001 году. Основная функция местного общественного транспорта — подвоз населения к метро либо к остановкам, на которых можно пересесть на троллейбусы и автобусы, идущие в другие районы Харькова. Поэтому основной объём местных пассажирских перевозок приходится на транспортные артерии, связывающие проспект Героев Харькова (здесь расположены ближайшие станции метро) и проспект Байрона(здесь проходят автобусные и троллейбусные маршруты, связывающие Новые дома с проспектом Гагарина, районом улицы Одесской, Основой, районом ХТЗ, Роганью, Горизонтом и другими): проспект Льва Ландау, проспект Петра Григоренко, улица Харьковских дивизий. Наиболее активно в этом смысле используется транспорт на проспекте Петра Григоренко: автобус № 102э, троллейбус № 1. После их использования пассажир либо пересаживается в метро, либо использует многочисленные автобусы и троллейбусы, проходящие по проспекту Байрона. На улице Харьковских дивизий данные функции выполняют автобусы № 227т и № 267э, троллейбус № 13.

### Маршруты общественного транспорта, проходящие через Новые дома

#### Троллейбус

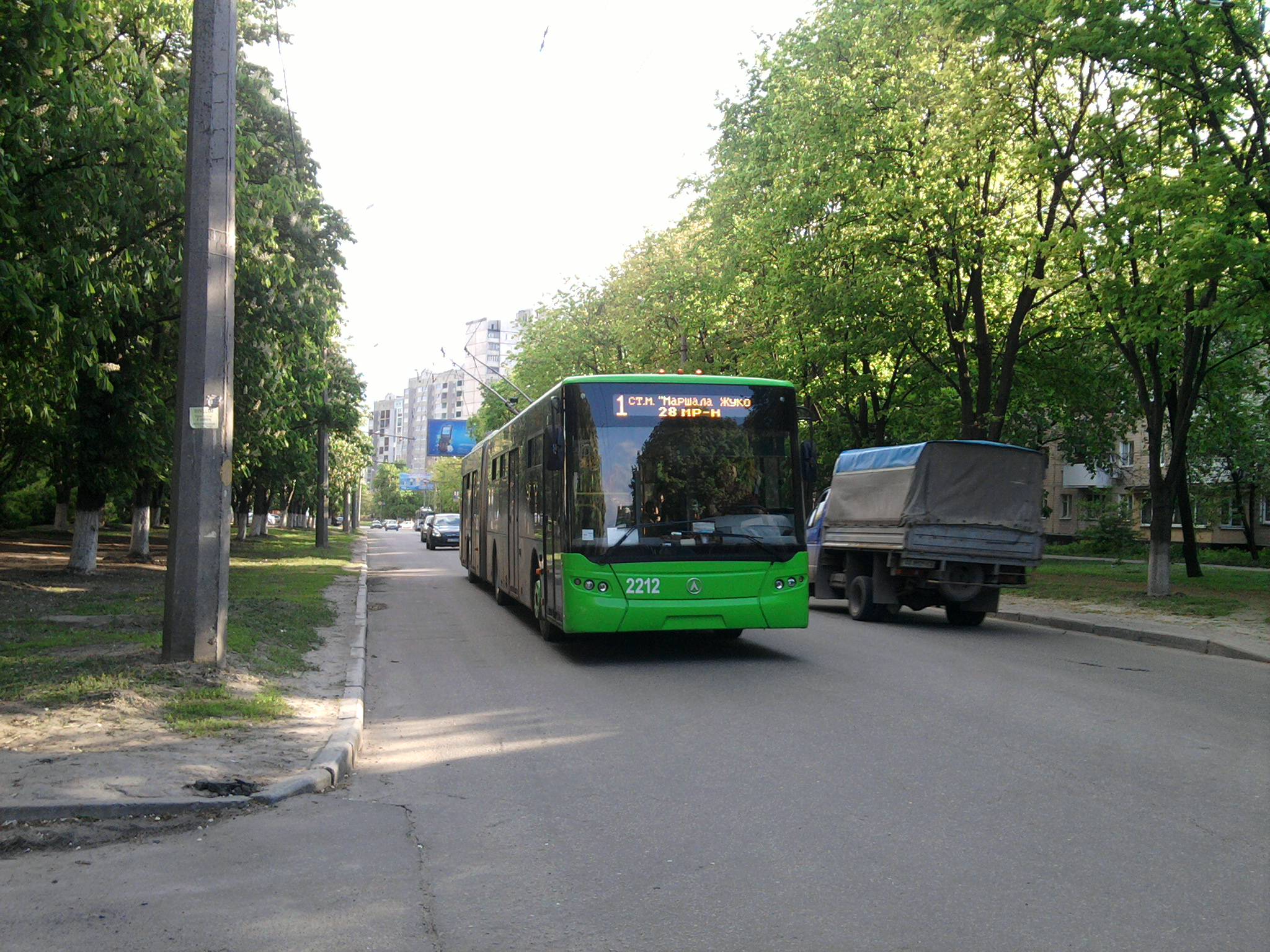
Троллейбус ЛАЗ-E301D1 на просп. Петра Григоренко

- № 1. 28-й микрорайон — Проспект Байрона — Проспект Петра Григоренко — Станция метро «Дворец Спорта».[3] Выполняет функции местных перевозок. Позволяет населению района Коммунального рынка, проспекта Петра Григоренко, Жасминового бульвара, Садового проезда, улицы Каденюка и других добираться до метро и обратно. Интервалы приемлемые, в особенности в час-пик (3-4 минуты). В апреле 2011 г. на маршруте начали работать сочленённые троллейбусы ЛАЗ-E301D1, что положительно повлияло на пропускную способность маршрута в периоды его наибольшей загруженности.
- № 3. Улица Университетская — Проспект Аэрокосмический — Проспект Байрона — Проспект Александровский — Проспект Индустриальный (туда) — Улица 12 Апреля (обратно).[4] Соединяет Новые дома с районом улицы Одесской, проспектом Аэрокосмическим, центральной частью города, а также районом ХТЗ.
- № 13. Конный рынок — Улица Олега Громадского — Проспект Героев Харькова — Улица Харьковских дивизий — Парк «Зустрич»[5]. Связывает Новые Дома с проспектом Героев Харькова, улицей Плехановской, Площадью Защитников Украины и Конным рынком. Услугами данного маршрута пользуется население района, живущее на улице Харьковских Дивизий и прилегающих улицах (проспект Байрона, Жасминовый бульвар, ул. Леонида Каденюка, Бригади Хартія, бульвар Юрьева). Работает нестабильно, поэтому люди зачастую отдают предпочтение автобусному маршруту, дублирующему данный троллейбусный — № 227т.
- № 19. Улица Одесская — Проспект Байрона -- Леонида Каденюка— Проспект Льва Ландау — Проспект Юбилейный — 602-й микрорайон.[6] Связывает Новые дома с районом улицы Одесской, а также с Восточной Салтовкой.
- № 25. Станция метро «Дворец Спорта» — Проспект Петра Григоренко — Улица Леонида Каденюка — Бульвар Богдана Хмельницкого.[7] Маршрут местного значения, связывающий население, проживающее по улице Танкопия, с метро. Работает только в час-пик. Из-за больших интервалов даже в час-пик (на маршруте работает только одна машина) используется населением Новых домов крайне редко.
- № 35. Улица Одесская — Проспект Байрона — Проспект Льва Ландау — Проспект Юбилейный — Улица Гвардейцев Широнинцев — Улица Натальи Ужвий.[8] Связывает Новые дома с районом улицы Одесской, а также с Северной Салтовкой. Работает нестабильно (в особенности в непиковое время) по причине больших интервалов движения.
- № 36. Станция метро «Армейская» — Бульвар Богдана Хмельницкого (туда) / Улица Каденюка + Улица Ощепкова (обратно) — Проспект Александровский — Проспект Индустриальный (туда) — Улица 12 Апреля (обратно).[9] Соединяет Новые дома с районом ХТЗ. На участке от пересечения проспекта Александровского и бульвара Богдана Хмельницкого дублирует троллейбус № 3. На маршруте работает 2 троллейбуса.
- № 59. Улица Университетская — Гимназическая набережная — Проспект Аэрокосмический — Проспект Байрона— Проспект Александровский — Улица 12 Апреля — Улица Молодёжная — Улица Луи Пастера — Улица 92-й бригады -- Улица Роганская.

#### Автобус
- № 5т(закрыт с 2020 г.). Станция метро «Левада» — Проспект Аэрокосмический — Проспект Байрона — Проспект Александровский — Рынок ХТЗ. Связывает Новые Дома с проспектом Аэрокосмическим, районом улицы Одесской и ХТЗ. На всём протяжении дублируется маршрутом автобуса № 147э ,а также маршрутом троллейбуса № 3,и частично №59.Пассажиров, пользующихся данным маршрутом, привлекают адекватные интервалы в любое время суток (в час-пик — около 6 минут), а также время работы маршрута (последние автобусы отправляются с конечных в 21-22 часов вечера). Среди отрицательных сторон — всё ещё используемые на маршруте устаревшие микроавтобусы марки «ГАЗель».
- № 7т. 28-й микрорайон — Проспект Льва Ландау — Проспект Юбилейный — Станция метро «Академика Барабашова». Связывает Новые Дома с рынком у станции метро «Академика Барабашова».
- № 15т. Станция метро «Академика Барабашова» — Проспект Героев Харькова — Проспект Льва Ландау — Улица Олимпийская — Проспект Петра Григоренко — Улица Каденюка — Бульвар Богдана Хмельницкого — Улица Бригады Хартия — Улица Библика. Функции аналогичны маршруту № 7т, однако за счёт того, что маршрут охватывает большее количество улиц, нежели маршрут № 7т, его использование может быть более удобных для жителей Новых Домов. В то же время фактически маршрутом пользуются редко из-за очень больших интервалов в любое время суток.
- № 102э. Основа — Улица Достоевского — Улица Валдайская — Улица Деповская — Улица Южнопроектная — Проспект Аэрокосмический — Проспект Байрона — Проспект Льва Ландау — Улица Олимпийская — Проспект Петра Григоренко — Проспект Героев Харькова — Бульвар Богдана Хмельницкого — Проспект Александровский — Рынок ХТЗ. Связывает Новые Дома с районами Основы, улицы Одесской и ХТЗ. Маршрут появился в апреле 2006 г. и сразу привлёк внимание пассажиров своей необычной трассой. Услугами маршрута пользуются жители района Коммунального рынка, улицы Олимпийской, районов станций метро «Дворец Спорта» и «Армейская», бульвара Богдана Хмельницкого. Интервалы движения приемлемые.
- № 107э. Улица Одесская — Проспект Байрона — Проспект Льва Ландау — Проспект Юбилейный — Улица Гвардейцев Широнинцев — Улица Натальи Ужвий (Северная Салтовка). Маршрут полностью дублирует троллейбус № 35 на всём его протяжении, выполняя аналогичные функции. По сравнению с троллейбусом, для данного маршрута характерны значительно меньшие интервалы.
- № 147э. Улица Университетская — Улица Гамарника — Проспект Аэрокосмический — Проспект Байрона — Проспект Александровский — Проспект Индустриальный (туда) / Улица 12 Апреля (обратно) — Проспект Героев Харькова — Бульвар Антоновича — Микрорайон «Горизонт». Выполняет функции, характерные для троллейбусного маршрута № 3, поскольку полностью его дублирует. В то же время автобус выгодно отличается тем, что не разворачивается в районе улицы 12 Апреля, а едет до микрорайона «Горизонт», благодаря чему жители Новых Домов могут без пересадок добраться до района станции метро «Индустриальная» и микрорайона «Горизонт».
- № 152э. Аэропорт — Проспект Аэрокосмический — Проспект Байрона — Проспект Льва Ландау — Проспект Юбилейный — Станция метро «Академика Барабашова» — Проспект Юбилейный — Улица Гвардейцев Широнинцев — Улица Непокоренных — 522-й микрорайон. Выполняет функции связи Новых Домов с рынком у станции метро «Академика Барабашова», а также Восточной Салтовкой и районом Журавлёвского гидропарка (Дальняя Журавлёвка).
- № 226т. Станция метро «Турбоатом» — Проспект Льва Ландау — Проспект Байрона — Парк «Зустрич». Связывает Новые Дома со станцией метро «Турбоатом». Удобен прежде всего для тех, кто живёт недалеко от Проспекта Льва Ландау, поскольку в таком случае удобнее и быстрее добраться до станции метро «Турбоатом», чем до «Дворец Спорта». Ранее дублировал троллейбусный маршрут № 33, который на сегодняшний день ликвидирован.
- № 227т. Конный рынок — Улица Олега Громадского — Проспект Героев Харькова — Улица Харьковских дивизий — Парк «Зустрич». Полностью аналогичен троллейбусному маршруту № 13, однако пользуется популярностью благодаря кризису электротранспорта в Харькове, связанному со слишком большими интервалами.
- № 251т. Переулок Короленко — Проспект Героев Харькова — Улица Богдана Хмельницкого — Улица Молочная — Улица Плехановская — Улица Морозова — Проспект Байрона — Инфекционная больница. Связывает Новые Дома с промышленной зоной улицы Морозова и прилегающих улиц, парком Машиностроителей, улицей Плехановской, заводом имени Малышева (и одноимённой станцией метро), стадионом «Металлист» и центром города.
- № 267т. Станция метро «Академика Барабашова» — Проспект Юбилейный — Проспект Льва Ланаду — Проспект Героев Харькова — Улица Харьковских дивизий — Парк «Зустрич». Связывает улицу Харьковских Дивизий и прилегающие улицы с рынком(рынок ныне-закрыт) у станции метро «Академика Барабашова».
- № 304э(заменен в 2022 году на троллейбусный маршрут №59,однако сокращен до улицы университетской). Сергиевская площадь — Переулок Банный + Рыбная площадь (туда) / Павловская площадь (обратно) — Улица Университетская — Гимназическая набережная — Проспект Аэрокосмический — Проспект Байрона — Проспект Александровский — Улица 12 Апреля — Улица Молодёжная — Улица Луи Пастера — Улица 92-й бригады— Улица Роганская. Большую часть маршрута дублирует автобусный маршрут № 147э, однако конечные остановки отличаются. В центре конечная у автобуса № 304э находится в переулке Костюринском (в непосредственной близости со станцией метро «Площадь Конституции»), вторая конечная — на Рогани, что и определяет функцию связи Новых Домов с этим районом

## Сфера торговли

### Рынки
Вплоть до 2007 г. основным и крупнейшим рынком Новых Домов считался Коммунальный рынок. Однако ситуация изменилась с постройкой по соседству с рынком супермаркета «Класс»: часть рынка была перестроена за счёт сети супермаркетов «Класс».
Второй по величине рынок — рынок у станции метро «Дворец Спорта».
Рынок у станции метро «Армейская» имеет местное значение.

### Супермаркеты
На Новых Домах действуют следующие сети супермаркетов:
- «Класс» (просп. Героев Харькова, 259; пр. Героев Сталинграда, 136/8)

Работают следующие крупные продуктовые магазины:
- «АТБ» (просп. Петра Григоренко, 4Б; просп. Байрона, 179; просп. Героев Харькова, 144/2, ул. Харьковских Дивизий, 12А)
- «Digma» (просп. Льва Ландау, 20; просп. Байрона, 9; ул. Николая Кравченко, 15)
- «Сільпо» (просп. Героев Харькова, 206/1)
- «Рост» (просп. Петра Григоренко, 18, просп. Героев Харькова, 257)
- «Trash!»(просп. Петра Григоренко,171)

Фотографии
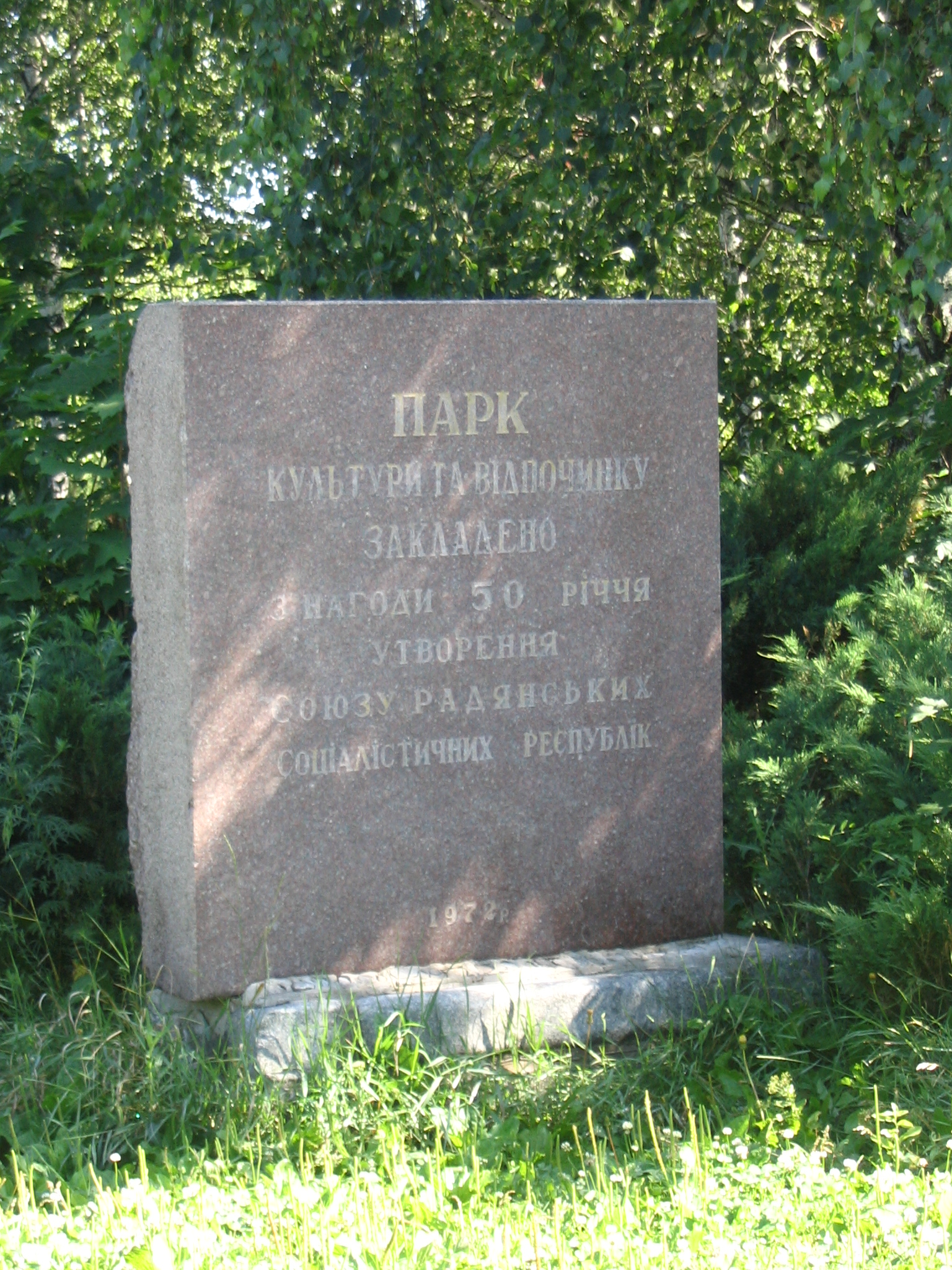
Памятный знак в парке «Зустріч»
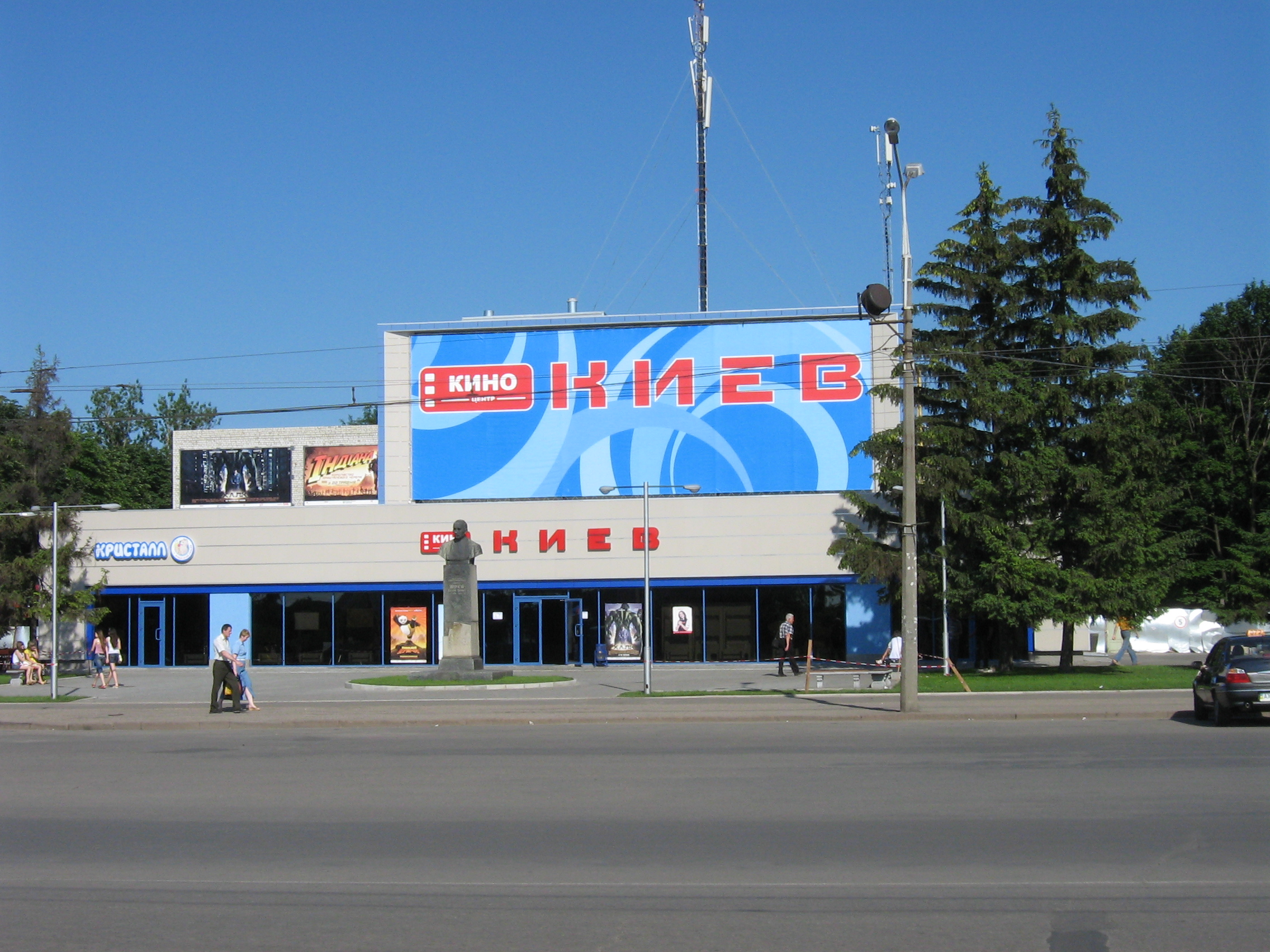
Кинотеатр «Киев» и памятник В. Я. Юрьеву перед ним (построен в 1964 г.)